# Riachuelo (Rio Grande do Norte)
Pour les articles homonymes, voir Riachuelo.
Riachuelo est une municipalité brésilienne située dans l'État du Rio Grande do Norte.